# قدرت عشق (ترانه جنیفر راش)
«قدرت عشق» (به انگلیسی: The Power of Love) تک‌آهنگی از هنرمند اهل ایالات متحده آمریکا جنیفر راش است که در سال ۱۹۸۵ میلادی منتشر شد. این اثر توسط چندین هنرمند اجرا شده است ؛ که مهمترین آنها سلین دیون،لورا برانیگن و ایر ساپلای هستند.
نسخه اصلی این تک آهنگ در اواخر سال ۱۹۸۴ در آمریکا و در سال ۱۹۸۵ در اروپا منتشر شد ، در اکتبر ۱۹۸۵ در بریتانیا به رتبه اول رسید و به پرفروش‌ترین تک آهنگ سال در این کشور تبدیل شد.